# شهرستان شپاکوفسکی
شهرستان شپاکوفسکی (به لاتین: Shpakovsky District) یک شهرستان در روسیه است که در سرزمین استاوروپول واقع شده‌است.